# 운명의 노래 (브람스)
《운명의 노래 작품번호 54》(독일어: Schicksalslied)는 요하네스 브람스가 작곡한 작품으로, 횔덜린의 시를 대사로 삼고 있다.
1868년부터 1871년 사이에 작곡으며, 초연은 1871년 10월 13일에 카를스루에에서 헤르만 레비의 지휘로 이루어졌다.

## 가사
가사는 프리드리히 횔덜린의 소설인 《휘페리온》에 있는 시인〈휘페리온 운명의 노래〉(Hyperions Schicksalslied)에서 가져왔다. 브람스는 그의 친구 알버트 디트리히가 가지고 있던 횔덜린의 문장집에서 이 글을 알게 되었으며, 바로 곡을 스케치하기 시작했으나 구조적이고 표현적인 문제를 해결하는 데는 시간이 걸렸다. 이 시는 두 개의 연으로 되어 있으며, 첫 연은 신들의 축복을 비는 내용, 두 번째 연은 인류의 고통 "plunging blindly into the abyss"을 그리고 있다. 브람스는 원래 첫 연을 뒤에 한번 더 넣어 세도막 형식으로 만들고자 하였으나 횔덜린의 비극적인 입장과는 너무 반대된다고 판단했다. 처음에 첫 연을 코다에 넣게 되었으나 가사는 없애고 오케스트라만으로 연주된다. (초기 구상에 대한 원고, 즉 코다에 합창이 있는 판본도 발견되었으며 녹음되기도 했다.)
독일어
Ihr wandelt droben im Licht,
Auf weichem Boden, selige Genien!
Glänzende Götterlüfte
Rühren euch leicht,
Wie die Finger der Künstlerin
Heilige Saiten.
Schicksallos, wie der schlafende
Säugling, atmen die Himmlischen;
Keusch bewahrt
In bescheidener Knospe
Blühet ewig
Ihnen der Geist,
Und die seligen Augen
Blicken in stiller,
Ewiger Klarheit.
Doch uns ist gegeben
Auf keiner Stätte zu ruhn;
Es schwinden, es fallen
Die leidenden Menschen
Blindlings von einer
Stunde zur andern,
Wie Wasser von Klippe
zu Klippe geworfen,
Jahrlang ins Ungewisse hinab.